# Montady
Montady település Franciaországban, Hérault megyében. Lakosainak száma 4020 fő (2022. január 1.). Montady Béziers, Capestang, Colombiers, Maureilhan, Nissan-lez-Enserune és Poilhes községekkel határos.

## Népesség
A település népességének változása:
| Lakosok száma | 911  | 1635 | 2070 | 3681 | 4034 | 3958 | 3935 | 3960 | 3990 | 4020 |
|               | 1968 | 1982 | 1990 | 2006 | 2013 | 2015 | 2017 | 2019 | 2020 | 2022 |